# Harveya speciosa
Harveya speciosa là loài thực vật có hoa thuộc họ Cỏ chổi. Loài này được Bernh. ex Krauss mô tả khoa học đầu tiên năm 1844.